# Professor Marston & The Wonder Women
Professor Marston & The Wonder Women ist eine Filmbiografie von Angela Robinson, die am 13. Oktober 2017 in die US-amerikanischen und am 2. November 2017 in die deutschen Kinos kam.

## Biografischer Hintergrund

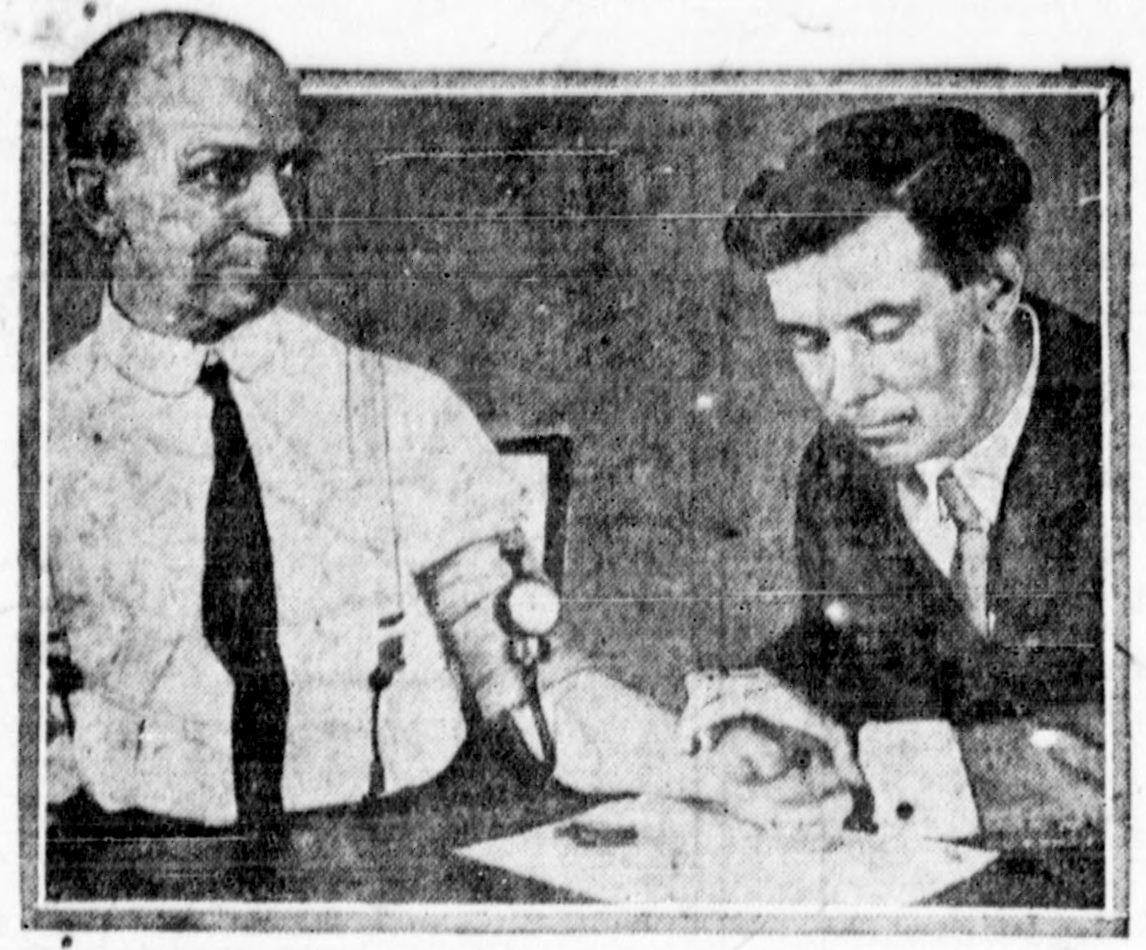
William Moulton Marston (re.) entwickelte eine frühe Form des Lügendetektors

William Moulton Marston war ein US-amerikanischer Psychologe, der gemeinsam mit seiner Frau Elizabeth, die ebenfalls als Psychologin tätig war und an verschiedenen Universitäten unterrichtete, Schöpfer von „Wonder Woman“ war. Er entwickelte gemeinsam mit seiner Frau auch eine frühe Form des Lügendetektors, den so genannten Polygraph, der auch als Vorbild für das „magische Lasso“ von Wonder Woman diente. Die Superheldin war im Dezember 1941 zum ersten Mal im All Star Comics #8 aufgetreten und tauchte dann wieder in Sensation Comics #1 im Januar 1942 auf. Sechs Monate später wurden die Comics mit ihr als Hauptfigur regelmäßig veröffentlicht.
Marston lebte mit seiner legalen Ehefrau Elizabeth Holloway Marston und Olive Byrne zusammen als Familie. Eine Liebesbeziehung der beiden Frauen untereinander wird von seiner Enkelin Christie Marston als zu 99,99 % ausgeschlossen.
In einem Interview, das Marston seiner Lebensgefährtin im Oktober 1940 gab, schilderte dieser das große Erziehungspotenzial von Comics, woraufhin ihn der Comic-Herausgeber Max Gaines als Erziehungsberater für Detective Comics einstellte.

## Produktion
Regie führte Angela Robinson, die auch das Drehbuch zum Film schrieb. Wie Marstons Enkelin Christie Marston in The Hollywood Reporter schrieb, hatte die Regisseurin kein Mitglied der Familie kontaktiert, um Hintergrundinformationen einzuholen, sondern im Film lediglich ihre eigene Sicht der Dinge geschildert.
Zur Figur von Wonder Women wird in den Stuttgarter Nachrichten erklärt, eine der stärksten Frauenfiguren der Comic-Welt sei in einer Welt entstanden, in der eine Frau nicht einmal die ihr zustehende Karriere verfolgen konnte. Wie wichtig es auch heute noch ist, dass Marston bei seiner Vision von ihr keine Kompromisse eingehen wollte, zeige die enorme Resonanz von Mädchen und Frauen auf Wonder Woman in diesem Jahr.
Die Dreharbeiten fanden in Lowell in Massachusetts unweit des Geburtsortes von William Moulton Marston statt. Am 17. Oktober 2016 wurde dort eine Szene in der Innenstadt gedreht, wofür Teile der Middle Street umgestaltet wurden, um so einen Filmset zu schaffen, der wirkte, als befinde man sich dort zu Beginn des 20. Jahrhunderts und ließ dort alte Oldtimer über Kopfsteinpflaster fahren. Im Abspann des Films sind Fotos der echten Elizabeth, Olive und William zu sehen.
Die Filmmusik wurde von Tom Howe komponiert. Der Soundtrack zum Film umfasst 26 Musikstücke und wurde am 13. Oktober 2017 veröffentlicht.
Der Film feierte am 9. September 2017 im Rahmen des Toronto International Film Festivals seine Premiere. Am 13. Oktober 2017 kam der Film in die US-amerikanischen Kinos. Nur rund fünf Monate zuvor war mit Wonder Woman eine Verfilmung um die von William und Elizabeth Marston erdachte Superheldin in die dortigen Kinos gekommen, die sich stark an der Comic-Vorlage orientierte, überdurchschnittlich gute Kritiken erhielt und Patty Jenkins zur ersten Regisseurin werden ließ, der dort ein Einspielergebnis dieser Größenordnung gelungen war. Im Oktober 2017 wurde der Film beim London Film Festival gezeigt. Ein Kinostart in Deutschland erfolgte am 2. November 2017.

## Synchronisation
Die Synchronisation des Films entstand bei der Scalamedia nach einem Dialogbuch und unter der Dialogregie von Hubertus von Lerchenfeld.
| Rolle                       | Schauspieler              | Synchronsprecher |
| --------------------------- | ------------------------- | ---------------- |
| Dr. William Moulton Marston | Luke Evans                | Markus Pfeiffer  |
| Elizabeth Marston           | Rebecca Hall              | Manja Doering    |
| Donn Marston                | Christopher Paul Richards | Theo Dreiseitl   |
| Charles Guyette             | JJ Feild                  | Pascal Breuer    |
| Olive Byrne                 | Bella Heathcote           | Lea Kalbhenn     |
| Sara                        | Allie Gallerani           | Marcia von Rebay |

## Rezeption

### Altersfreigabe
In den USA erhielt der Film von der MPAA ein R-Rating, was einer Freigabe ab 17 Jahren entspricht. In Deutschland ist der Film FSK 12. In der Freigabebegründung heißt es: „In der Thematik der innigen Liebesgeschichte zu dritt plädiert der Film für Toleranz gegenüber anderen Lebensentwürfen. Die Darstellung von ungewöhnlicher Sexualität wie auch der Konflikte mit dem sozialen Umfeld können zwar Kinder unter 12 Jahren irritieren und überfordern, doch da die Inszenierung durchweg dezent ist, sind 12-Jährige in der Lage, diese Passagen in den Kontext einzuordnen und zu verarbeiten.“

### Kritiken
Der Film konnte bislang 87 Prozent der Kritiker bei Rotten Tomatoes überzeugen.
Tim Grierson von Screen Daily sagt, der Film versuche zu erklären, wie William Marstons Faszination für Bondage, Unterwerfung und Bestrafung dazu beigetragen hat, den Leser zu fesseln, weil seine Superheldin diese teilt. Schnell stelle Angela Robinson die verschiedenen Persönlichkeiten der verschiedenen Figuren dar. So sei Elizabeth witzig, William gesellig, und Olive von beider Intelligenz und Selbstbewusstsein beeindruckt und fast ein wenig eingeschüchtert. Der von Marston entwickelte Lügendetektor sei im Film eine Gelegenheit, die Elemente Erotik und Gefahr, die beide von den Experimenten ausgehen, in diesen einzubringen, so Grierson. So bittet Elizabeth ihren Mann über seine Gefühle für Olive zu sprechen, als er an die Maschine angeschlossen ist, und als er schwört, Olive nicht zu lieben, zeige diese an, dass er nicht die Wahrheit sagt.
Nadine Lange vom Tagesspiegel erklärt, Robinson erforsche die autobiografischen Verbindungslinien auf eine ruhige, überzeugende Weise, wobei die Liebesgeschichte im Vordergrund stehe, und ein wiederkehrendes Motiv in der ersten Filmhälfte seien Tests mit dem Lügendetektor, den die Marstons entwickelt haben: „Die drei befragen sich gegenseitig zu ihren Gefühlen füreinander. Dabei wirkt der Messriemen um die Brust wie das Wahrheitslasso von Wonder Woman, heftige Nadelausschläge begleiten die Liebesgeständnisse wider Willen.“
Anja Kümmel von der Siegessäule erklärt, um die Comicfigur gehe es in Angela Robinsons Biopic nur am Rande, vielmehr lote der Film die Höhen und Tiefen der polyamoren BDSM-Beziehung aus, die Marston mit seiner Ehefrau Elizabeth und ihrer gemeinsamen Geliebten Olive führt. Die lesbische Regisseurin lasse keinen Zweifel daran, dass alle drei einander lieben und begehren, so Kümmel weiter: „Unprätentiös, ja beinahe schon spießig wirkt das häusliche Leben der drei Erwachsenen mit ihren insgesamt vier Kindern.“ über die Schauspieler sagt Kümmel, Rebecca Hall spiele ihre Kollegen locker an die Wand, was hier beinahe zwingend wirke, da Elizabeth die dominante Rolle innerhalb der Dreierkonstellation zukomme, und der offen schwule Luke Evans mime Marston als eine Art Fleisch gewordene Tom-of-Finland-Fantasie.
Die Stuttgarter Nachrichten erklären, zwar entsprechen manche unglaublichere Details durchaus der Wahrheit, so habe Marston tatsächlich einen Vorläufer des Lügendetektors erfunden, der als Vorbild für Wonder Womans Lasso der Wahrheit diente, doch seien entscheidende Details schlicht erfunden. Die größte Diskrepanz, so weiter in der Kritik: „Eine sexuelle oder gar romantische Beziehung zwischen Olive und Elizabeth, die im Film mitunter Marston selbst zum Zaungast degradiert, hat es nie gegeben. […] Wer immer noch von jenem Kinobesuch dieses Sommers träumt, in dem Gal Gadot uns als hinreißende Halbgöttin das Herz aufgehen ließ, der wird sich auch über Olive begeistern, die im Hinterzimmer eines Sexshops mit Lasso und Tiara zu Wonder Womans Ebenbild wird.“
Patrick Heidmann von epd Film meint, wer noch nie etwas gehört habe von den Ursprüngen dieser Superheldin, komme in Professor Marston nicht heraus aus dem Staunen, so ungewöhnlich sei die Geschichte, und Robinson verquicke dabei geschickt das Privatleben ihrer drei Protagonisten mit den visuellen wie thematischen Inhalten der Comics. Nicht alles scheine jedoch gelungen, so Heidmann weiter, so die etwas arg penetrante Filmmusik von Tom Howe, aber auch der bisweilen ein wenig unausgegorene Tonfall zwischen Tragik und Humor. Zudem hätten insgesamt die beiden Frauen durchaus noch ein wenig mehr im Fokus der Regisseurin stehen dürfen, so Heidmann.

### Auszeichnungen
Am 18. Dezember 2017 gab die Academy of Motion Picture Arts and Sciences bekannt, dass sich Tom Howes Arbeit auf einer Shortlist befindet, aus der die Nominierungen in der Kategorie Beste Filmmusik im Rahmen der Oscarverleihung 2018 erfolgen werden. Im Folgenden eine Auswahl von Nominierungen im Rahmen weiterer Filmpreise.
Alliance of Women Film Journalists Awards 2017
- Nominierung in der Kategorie Best Woman Director (Angela Robinson)[20]

NAACP Image Awards 2018
- Nominierung als Bester Independent-Film[21]

Saturn-Award-Verleihung 2018
- Nominierung als Best Independent Film Release[22]